# 아이리스 (2인조 음악 그룹)
아이리스는 2005년부터 2011년까지 활동한 FLY21엔터테인먼트 소속 여성 트로트 그룹이다.

## 앨범
- 2005년 아이리스 1st 싱글 《Message Of Love》[1]

## 활동과 해체
2005년에 1집 싱글 앨범 "Messege Of Love"를 발표하며 데뷔했고, 초기에는 이은미, 김하령, 이진영의 구성으로 3인조 트로트 그룹이었으나, 멤버 중 이진영이 건강 악화로 탈퇴하여 이인경이 새 멤버로 합류했으며, 이후 2006년 11월에 김하령도 탈퇴하여 2인조 트로트 그룹으로 활동했으나, 2011년 6월 19일에 이은미가 전 남자친구에게 살해된 사건이 발생한 이후 끝내 해체되고 말았다.